# Bodcaw (Arkansas)
Bodcaw es un pueblo ubicado en el condado de Nevada en el estado estadounidense de Arkansas. En el Censo de 2010 tenía una población de 138 habitantes y una densidad poblacional de 17,56 personas por km².

## Geografía
Bodcaw se encuentra ubicado en las coordenadas 33°33′49″N 93°23′35″O / 33.56361, -93.39306. Según la Oficina del Censo de los Estados Unidos, Bodcaw tiene una superficie total de 7.86 km², de la cual 7.75 km² corresponden a tierra firme y (1.35%) 0.11 km² es agua.

## Demografía
Según el censo de 2010, había 138 personas residiendo en Bodcaw. La densidad de población era de 17,56 hab./km². De los 138 habitantes, Bodcaw estaba compuesto por el 94.2% blancos, el 2.9% eran afroamericanos, el 2.17% eran amerindios, el 0% eran asiáticos, el 0% eran isleños del Pacífico, el 0% eran de otras razas y el 0.72% pertenecían a dos o más razas. Del total de la población el 5.07% eran hispanos o latinos de cualquier raza.